# 셜록홈즈 - 비밀병기
셜록홈즈 - 비밀병기(Sherlock Holmes and the Secret Weapon)는 미국에서 제작된 로이 윌리엄 네일 감독의 1942년 액션, 모험 영화이다. 배질 라스본 등이 주연으로 출연하였다.

## 출연

### 주연
- 배질 라스본
- 나이젤 브루스

### 조연
- 리오넬 앳윌
- 카렌 베른
- 윌리엄 포스트 주니어
- 데니스 호이
- 홈즈 허버트
- 메리 고든

## 제작진
- 세트: 러셀 A. 고스맨